# Борис Титов
Борис Юриевич Титов (на руски: Борис Юрьевич Титов) е руски политик и предприемач. От 22 юни 2012 г. е комисар при президента на Русия за защита на правата на предприемачите.

## Биография
Борис Титов е роден на 24 декември 1960 г. в град Москва, Руска СФСР, СССР. През 1983 г. завършва Факултета по международни икономически отношения на Московския държавен институт за международни отношения (МГИМО) със специалност „международна икономика“. Докато учи в института работи като преводач от испански език, и през 1983 г. докато е в Перу.
След дипломирането си започва работа във външнотърговската асоциация „Союзнефтеекспорт“, като специалист по доставките на технически масла, нефт и нефтохимически продукти за Латинска Америка и Далечния Изток.
На президентските избори в Русия през 2018 г. е кандидат за президент, издигнат от Партия на растежа. Той се нарежда на 6-то място, за него гласуват 556 801 души (или 0,76 %).